# Lawe Kinga Lapter
Lawe Kinga Lapter is een bestuurslaag in het regentschap Aceh Tenggara van de provincie Atjeh, Indonesië. Lawe Kinga Lapter telt 421 inwoners (volkstelling 2010).